# 6370 Malpais
A 6370 Malpais (ideiglenes jelöléssel 1984 EY) a Naprendszer kisbolygóövében található aszteroida. Brian Skiff fedezte fel 1984. március 9-én.